# Pelecanoides georgicus
Il petrello tuffatore georgiano (Pelecanoides georgicus Murphy & Harper, 1916) è una delle quattro piccole specie di petrelli tuffatori, uccelli procellariformi molto simili alle alche degli oceani meridionali del mondo. È originario delle isole dell'Atlantico meridionale, dell'Oceano Indiano meridionale e delle acque a sud-est dell'Australia.

## Tassonomia
L'ornitologo americano Robert Cushman Murphy e lo zoologo Francis Harper descrissero il petrello tuffatore georgiano nel 1916. Il suo epiteto specifico, georgicus, si riferisce alla Georgia del Sud, dove la specie venne identificata. Una sottospecie endemica della Nuova Zelanda, P. g. whenuahouensis, viene da alcuni considerata una specie a sé.

## Descrizione
Il petrello tuffatore georgiano è una piccola procellaria paffuta, che presenta una lunghezza di 180–220 mm e un peso di 90-150 g. Ha un piumaggio nero sul dorso e bianco opaco sul ventre, e un becco nero tozzo con i bordi blu pallido. Sulle ali figurano sottili strisce bianche. Spesso la testa e il collo possono tendere al marrone, piuttosto che al nero. Le zampe sono blu con linee nere posteriori lungo i tarsi. A meno che non venga visto molto da vicino, è quasi indistinguibile dal petrello tuffatore comune; le penne remiganti primarie di quest'ultimo infatti sono solitamente marroni, mentre quelle del petrello tuffatore georgiano sono solitamente di una tonalità più chiara. I petrelli tuffatori comuni hanno inoltre becchi più piccoli e stretti rispetto al loro parente della Georgia, e tra le due specie si notano anche lievi differenze di dimensioni.

## Distribuzione e habitat
Questa specie nidifica in colonie sulle isole sub-antartiche. Nidifica principalmente nella Georgia del Sud nell'Atlantico meridionale, ma anche nelle Isole del Principe Edoardo, nelle Isole Crozet, nelle Isole Kerguelen e nelle Isole Heard e McDonald nell'Oceano Indiano meridionale. Gli individui della specie si avventurano solitamente nei mari circostanti, dove vanno alla ricerca di cibo per i pulcini; tuttavia sono stati registrati degli individui erratici nelle Isole Falkland e in Australia. Le gallerie in cui nidificano si estendono per circa 1,5 m di lunghezza e vengono costruite su pendii detritici appena oltre la linea della vegetazione, ma occasionalmente possono essere scavate anche su terreno pianeggiante.

## Biologia

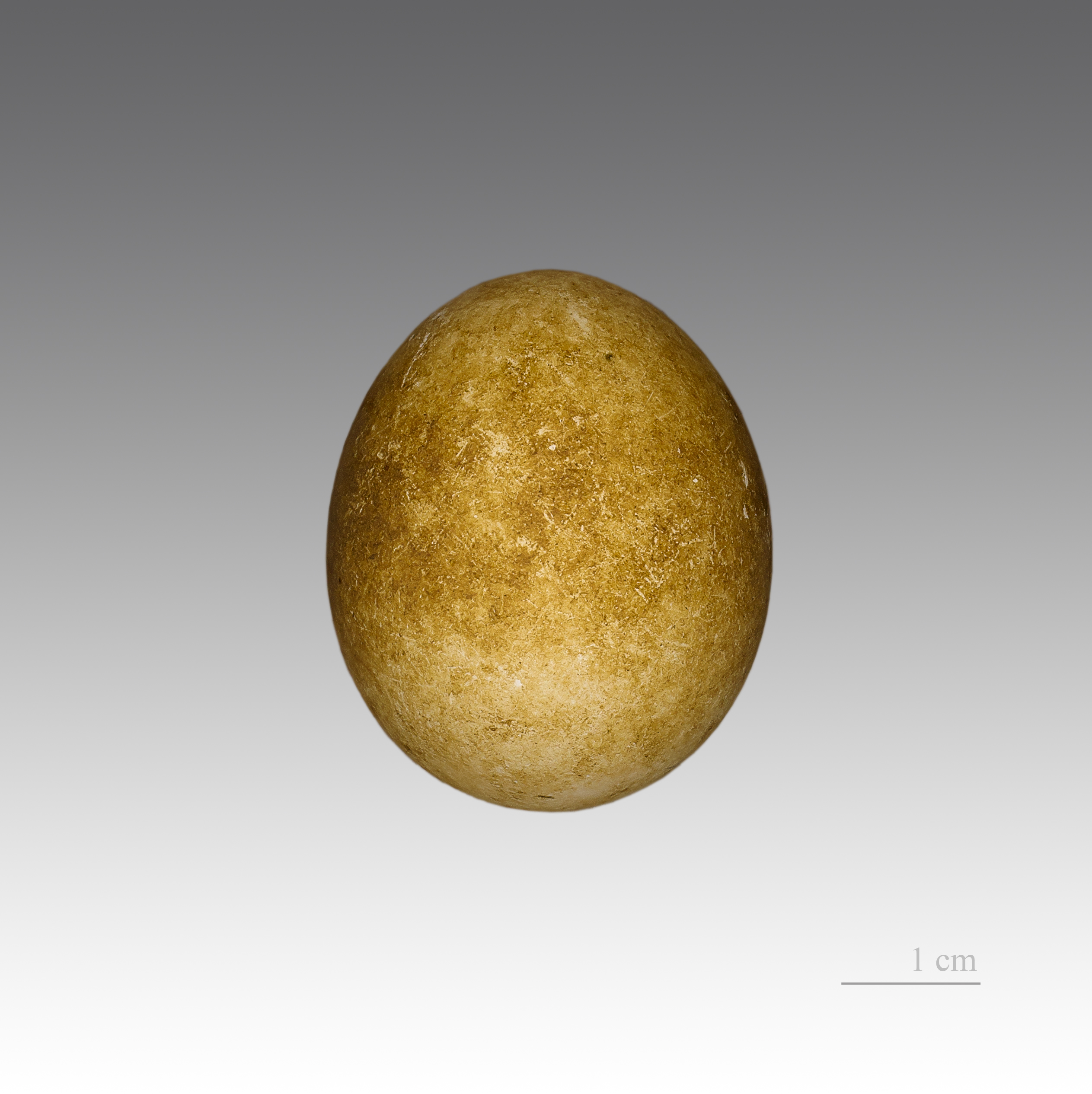
Uovo di Pelecanoides georgicus.

Il petrello tuffatore georgiano si nutre principalmente di crostacei planctonici, in particolare di krill, ma può nutrirsi anche di piccoli pesci e giovani cefalopodi. La stagione riproduttiva va da ottobre a febbraio. La femmina depone un uovo che viene incubato per 44-52 giorni. L'involo ha luogo dopo 43-60 giorni. Tra i predatori di questa specie figurano stercorari, gatti e ratti. I petrelli tuffatori georgiani, come le altre specie dello stesso genere, sono noti per le loro capacità subacquee: «Gli uccelli subacquei più abili dell'ordine Procellariformes sono probabilmente i petrelli tuffatori della famiglia Pelecanoididae». Sono stati registrati esemplari che si sono immersi fino a 48,6 m di profondità, ma la maggior parte delle immersioni si spinge tra i 20,4 e i 24,4 m.